# 佐伯市立佐伯城南中学校
佐伯市立佐伯城南中学校（さいきしりつ さいきじょうなんちゅうがっこう）は、大分県佐伯市城南町にある公立中学校。

## 概要
学校放送時のチャイムは基本的なチャイムを含むが、一般の公共施設と異なるチャイム  も含む（音はJR九州のチャイム記載列車の開閉音と同様）。また、授業の始終のチャイムも普通の公立中学校と異なる。
オーストラリア・クイーンズランド州のタナムサンズ高校・ツルーア高校と国際交流をしている。

## 統計
生徒数：約300人

## 部活動

### 運動部
- 野球部
- ソフト部
- 陸上部
- サッカー部
- テニス部
- バスケ部
- バレー部
- 男子バレー部
- 卓球部
- 剣道部
- 水泳部

### 文化部
- 美術部
- 吹奏楽部

吹奏楽部は1995年、1996年と大分県大会（中学校の部）において金賞を受賞。
2015年大分県大会（中学校小編成の部）において金賞を受賞し、県代表として南九州吹奏楽コンテストに初出場。
近年では2019年にも大分県大会において金賞を受賞している。

## 進学前小学校
- 佐伯市立佐伯小学校
- 佐伯市立鶴岡小学校[1]

## 通学区
- 佐伯市
  - 西谷、大手、花園、中央、船頭町、池船、城南[1]、鶴岡